# アメリカ切手
アメリカ切手（アメリカきって）は、アメリカ合衆国で発行された切手である。

## 概要
アメリカの切手には大きく分けて、普通切手、記念切手、航空切手などがある。

## アメリカの切手の種類

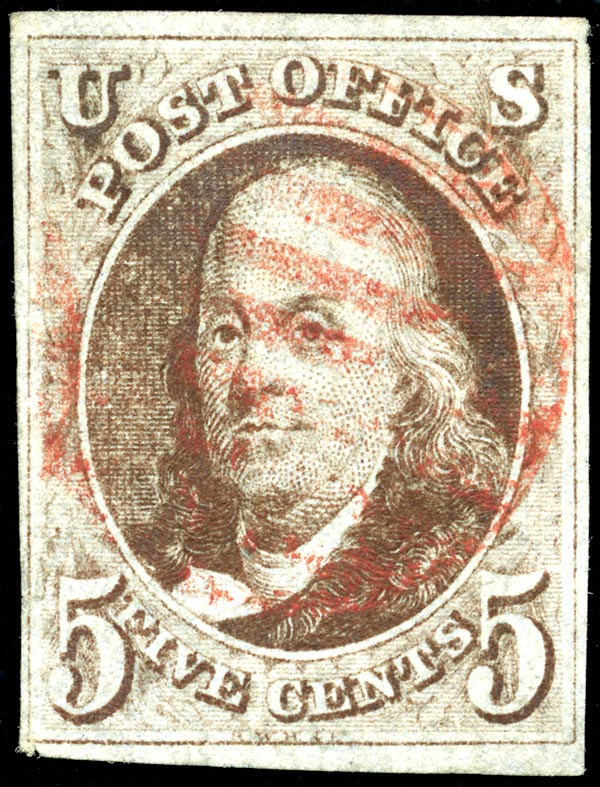
1847年シリーズ

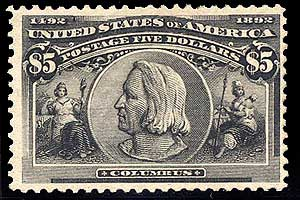
世界コロンブス博覧会

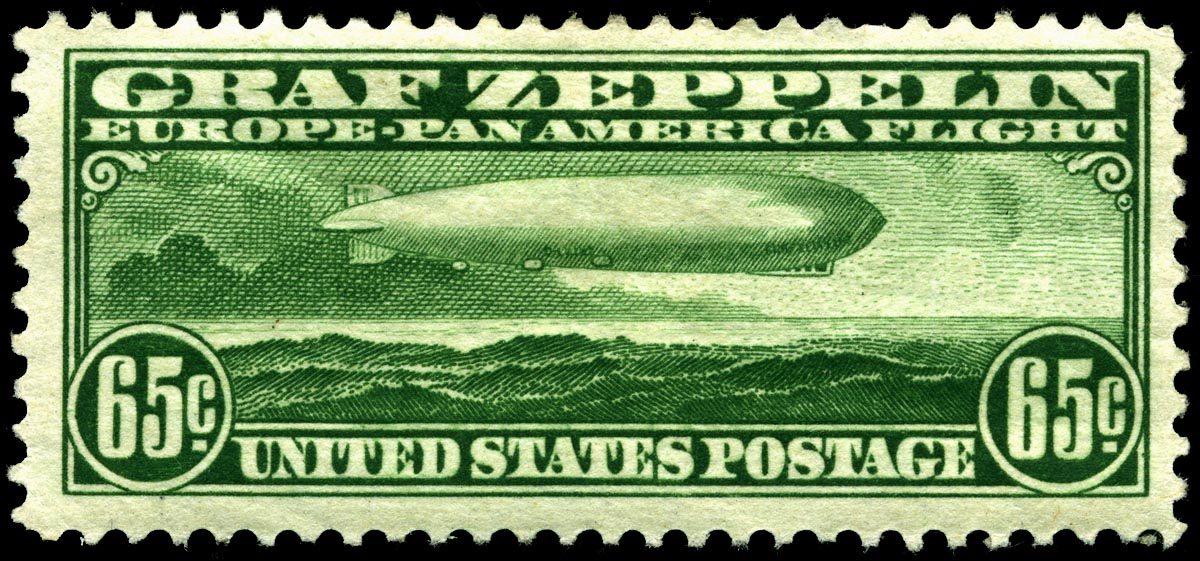
飛行船ツェッペリン号

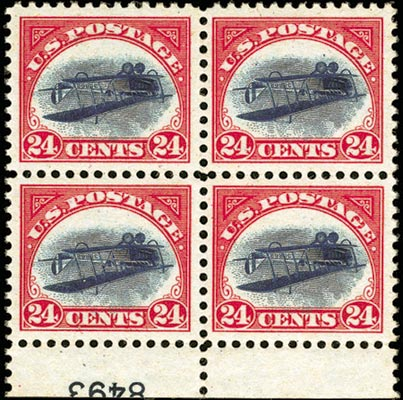
逆さのジェニー

### 普通切手
最初の普通切手は1847年に発行された。最初の普通切手は5セントと10セントの額面で発行された。5セント切手にはフランクリン、10セント切手にはワシントンが描かれた。1847年シリーズの未使用切手は非常に希少である。下記は初期の普通切手である。
- 1847年シリーズ
- 1851年シリーズ
- 1861年シリーズ
- 1869年シリーズ
- 1870年シリーズ
- 1890年シリーズ
- 1894年シリーズ
- 1902年シリーズ
- 1908年シリーズ
- 1922年シリーズ

### 記念切手
最初の記念切手は1893年に発行された。最初の記念切手はコロンブスのアメリカ発見400年を記念して開催された博覧会の記念切手16枚のセット（額面1セント～5ドル）である。その後も、博覧会を記念する記念切手のセットの発売が続いた。なお、世界コロンブス博覧会記念とトランス・ミシシッピ記念の高額面切手（1ドル以上の額面）は現在においては非常に希少であり、カタログでも特に高額に評価されている。下記は初期の記念切手である。
- 世界コロンブス博覧会記念（1893年）
- トランス・ミシシッピ博覧会記念（1898年）
- パン・アメリカン博覧会記念（1901年）
- ルイジアナ購入博覧会記念（1904年）
- ジェームスタウン博覧会記念（1907年）
- リンカーン生誕100年記念（1909年）
- アラスカ・ユーコン太平洋博覧会記念（1909年）
- ハドソン・フルトン記念（1909年）
- パナマ太平洋博覧会記念（1913年）

### 航空切手
最初の航空切手は、ニューヨーク・フィラデルフィア・ワシントンを結ぶ航空郵便路の開設に伴い、1918年に発行された。飛行船ツェッペリン号の切手は人気があり、カタログでも高額に評価されている。また、2005年にシーゲルオークションにおいて、エラー切手として名高い「宙返り24セント」（英名は"Inverted Jenny"）のプレートナンバー付きブロック（右写真）が297万ドル（約3億円）で落札され話題を呼んだ。下記は初期の航空切手である。
- カーチス「ジェニー」機（1918年）
- プロペラ、他（1923年）大陸横断航空郵便路開設に伴う
- 地図と飛行機（1926年）民間航空郵便路開設に伴う
- リンドバーグ大西洋横断（1927年）
- ビーコン（1928年）料金の大幅値下げ（初めの1オンスまで5セント）が実施される
- 翼のついた地球（1930年ほか）
- 飛行船ツェッペリン号（1930年）世界一周飛行の際、同機に搭載する郵便物に使用するため発行
- 進歩の一世紀博覧会（1933年）シカゴで開催の同博覧会に際し、ツェッペリン号が再度飛来、記念飛行を行った際、同機に搭載された郵便物に使用するため発行